# Gianfranco Sanguinetti
Gianfranco Sanguinetti (16 de julio de 1948, Pully Suiza) es un escritor y revolucionario italiano. Es hijo de la diputada comunista Teresa Mattei. Fue miembro del movimiento revolucionario Internacional Situacionista.

## Biografía
Gianfranco Sanguinetti nace en una familia acomodada propietaria del grupo alimentario Arrigoni. Su madre, Teresa Mattei, es diputada comunista y antiguo miembro de la Resistencia. Bruno Sanguinetti, padre de Gianfranco, fallece en 1950 dejando varios herederos de distintas esposas.

### Recorrido político
Muy activa a pesar de su existencia breve, la sección italiana de la Internacional Situacionista se destaca en el momento del atentado de la piazza Fontana acontecido el 12 de diciembre de 1969 en Milán, causando 16 víctimas mortales y más de 80 heridos, acusando en su folleto Il Reichstag brucia ?  (¿Arde el Reichstag?) al Estado italiano de ser responsable de la masacre. 
Expulsado de Francia en julio de 1971 por decisión del ministerio del interior, Gianfranco Sanguinetti es asociado por Guy Debord al acto de disolución de la Internacional Situacionista (Thèses sur l'Internationale Situationniste et son temps publicadas en La Véritable Scission dans l'Internationale en abril de 1972). Durante los años 1970, Gianfranco Sanguinetti continúa sus acciones subversivas con el apoyo de Guy Debord que también vive en Italia por aquella época.
En agosto de 1975, junto a Debord, organiza uno de los más brillantes canulars político-literarios de la Italia moderna. Sanguinetti envía a 520 personalidades eminentes de Italia un libro titulado Informe verídico sobre las últimas oportunidades de salvar el capitalismo en Italia firmado bajo el nombre de Censor que se presentaba como un gran patricio romano de derechas obligado al anonimato debido a sus altas responsabilidades. En el libro se hacía un balance despiadado de la situación del capitalismo en Italia, revelaba que el  atentado mortal de la piazza Fontana había sido obra de los servicios secretos italianos, describía los chanchullos de los más destacados políticos de todas las tendencias y finalmente, para evitar el peligro de una sublevación social, recomendaba irónicamente (pero con la apariencia de la más absoluta seriedad) una alianza del gran capital con el partido comunista. El texto es rápidamente traducido en francés por Guy Debord y publicado por Champ Libre en 1976.
En 1978, Debord y Sanguinetti discrepan sobre la interpretación del asesinato de Aldo Moro.
En Du terrorisme et de l'état, publicado en francés en 1980, Sanguinetti desvela el papel protagonizado por los servicios secretos italianos en las actividades de las Brigadas Rojas, totalmente manipuladas por el Estado según Sanguinetti.
Desde diciembre de 2015, Sanguinetti anima el blog «Le chat et la souris» en el sitio de Mediapart.

## Obras publicadas
- Censor, Informe verídico sobre las últimas oportunidades de salvar el capitalismo en Italia, 1975. Publicado en español por Editorial Melusina, 2016.
- Sobre el terrorismo y el Estado, 1979
- Remedio a todo, 1980
- (en francés) Le Secret, c'est de tout dire ! (bajo el pseudónim de Gianni Giovannelli), Éditions Allia, 1989
- (en francés) La chatte hier et aujourd'hui, Silverbridge, 2004
- Internazionale situazionista, prólogo de Miguel Amorós, Pepitas de calabaza, 2010

### Prefacios
- Giuseppe Rensi, Contre le travail, Éditions Allia, 2017.
- Isidoro La Lumia, Histoire de l'expulsion des juifs de Sicile 1492, Allia, 2015.